# Japan Golf Tour 2010
Le Japan Golf Tour 2010 a débuté le 15 avril 2010 pour s'achever le 5 décembre 2010. La saison consiste en 25 tournois incluant les quatre tournois majeurs et trois championnats du monde.

## Palmarès
| Date                      | Tournoi                                         | ¥           | Vainqueur          |
| ------------------------- | ----------------------------------------------- | ----------- | ------------------ |
| 15 au 18 avril            | Token Homemate Cup                              | 130 000 000 | Koumei Oda         |
| 22 au 25 avril            | Tsuruya Open                                    | 120 000 000 | Hiroyuki Fujita    |
| 29 avril au 2 mai         | The Crowns                                      | 120 000 000 | Ryo Ishikawa       |
| 13 au 16 mai              | Japan PGA Championship Nissin Cupnoodle Cup     | 140 000 000 | Toru Taniguchi     |
| 27 au 30 mai              | Diamond Cup Golf                                | 120 000 000 | Kyung-Tae Kim      |
| 3 au 6 juin               | Japan Golf Tour Championship ShishidoHills      | 150 000 000 | Katsumasa Miyamoto |
| 24 au 27 juin             | Gateway to the Open Mizuno Open Yomiuri Classic | 130 000 000 | Shunsuke Sonoda    |
| 1er au 4 juillet          | Toshin Golf Tournament in LakeWood              | 60 000 000  | Yuta Okeda         |
| 8 au 11 juillet           | The Championship by Lexus                       | 150 000 000 | Takashi Kanemoto   |
| 22 au 25 juillet          | Nagashima Shigeo Invitational Sega Sammy Cup    | 130 000 000 | Mamo Osanai        |
| 29 juillet au 1er août    | Sun Chlorella Classic                           | 150 000 000 | Tadahiro Takayama  |
| 19 au 22 août             | Kansai Open Golf Championship                   | 50 000 000  | Shigeru Nonaka     |
| 26 au 29 août             | Vana H Cup KBC Augusta                          | 110 000 000 | Hideto Tanihara    |
| 2 au 5 août               | Fujisankei Classic                              | 110 000 000 | Ryo Ishikawa       |
| 16 au 19 septembre        | ANA Open                                        | 110 000 000 | Yuta Ikeda         |
| 23 au 26 septembre        | Asia-Pacific Panasonic Open                     | 150 000 000 | Brendan Jones      |
| 30 septembre au 3 octobre | Coca-Cola Tokai Classic                         | 120 000 000 | Michio Matsumura   |
| 7 au 10 octobre           | Canon Open                                      | 150 000 000 | Shinichi Yokota    |
| 14 au 17 octobre          | Japan Open Golf Championship                    | 200 000 000 | Kyung-Tae Kim      |
| 21 au 24 octobre          | Bridgestone Open                                | 150 000 000 | Yuta Ikeda         |
| 28 au 31 octobre          | Mynavi ABC Championship                         | 150 000 000 | Kyung-Tae Kim      |
| 11 au 14 novembre         | Mitsui Sumitomo VISA Taiheiyo Masters           | 150 000 000 | Ryo Ishikawa       |
| 18 au 21 novembre         | Dunlop Phoenix                                  | 200 000 000 | Yuta Ikeda         |
| 25 au 28 novembre         | Casio World Open                                | 200 000 000 | Michio Matsumura   |
| 2 au 5 novembre           | Golf Nippon Series JT Cup                       | 130 000 000 | Hiroyuki Fujita    |